# Vlag van Oostenrijk-Hongarije
Oostenrijk-Hongarije dubbelmonarchie had geen gezamenlijke staatsvlag of civiele vlag te land. In de Oostenrijkse rijkshelft werd een zwart-gele tweekleur gebruikt, in het Hongaarse deel de Hongaarse nationale vlag.
| Vexillologisch symbool voor een civiele vlag en dienstvlag te land | Vexillologisch symbool voor een civiele vlag en dienstvlag te land | Vexillologisch symbool |

## Vlaggen van deelgebieden
De landen waaruit Oostenrijk-Hongarije was opgebouwd hadden geen officiële eigen vlaggen. Wel werden in elk land zogenaamde landesfarben, oftewel kleuren van het land, soms in vlagvorm gebruikt. Dit waren vaak simpele twee- of driekleuren waarvan de kleur afkomstig waren van de kleuren van het wapen. Hierdoor kon de volgorde van de kleuren soms verschillen.

## Handelsvlag

Handelsvlag ter zee van Oostenrijk-Hongarije.

De handelsvlag van Oostenrijk-Hongarije werd aangenomen op 1 augustus 1869 en bestond uit een combinatie van de rood-wit-rode vlag van Oostenrijk en de rood-wit-groene driekleur van Hongarije. De vlag bestond uit drie horizontale banen, waarvan de bovenste rood was, de middelste wit en de onderste aan de hijszijde rood en aan de andere zijde groen. De wapens van Oostenrijk en Hongarije werden op de witte baan geplaatst. Het Oostenrijkse wapen werd met een koninklijke kroon gekroond, dat van Hongarije met de Stefanskroon.